# Pattinaggio di figura agli VIII Giochi asiatici invernali - Coppia
La gara delle coppie miste si è svolta dal 24 al 25 febbraio 2017 al Makomanai Ice Arena di Sapporo in Giappone.

## Risultati
| Rank | Atleta                       | SP    | FS     | Totale |
| ---- | ---------------------------- | ----- | ------ | ------ |
| 1    | Zhang Hao Yu Xiaoyu          | 77.90 | 145.98 | 223.88 |
| 2    | Jin Yang Peng Cheng          | 67.24 | 129.82 | 197.06 |
| 3    | Kim Ju-sik Ryom Tae-ok       | 65.22 | 112.18 | 177.40 |
| 4    | Kim Hyung-tae Kim Su-yeon    | 49.28 | 100.12 | 149.40 |
| 5    | Alex Kam Kim Kyu-eun         | 46.64 | 95.24  | 141.88 |
| 6    | Ryo Shibata Narumi Takahashi | 48.78 | 81.75  | 130.53 |
| 7    | Matthew Dodds Paris Stephens | 29.52 | 62.38  | 91.90  |
| —    | Ryuichi Kihara Miu Suzaki    |       |        | WD     |